# Compte épargne-temps
Pour les articles homonymes, voir CET.
Le  compte épargne-temps (CET), en France, est une épargne des salariés sous la forme à la fois de droits à des repos et de valeur monétaire.
C'est un droit pour les salariés, qui devrait être élargi avec le projet introduction du compte épargne-temps universel (Cetu), une promesse électorale de campagne d'Emmanuel Macron, notamment demandé par la CGT depuis 2018, et qui doit permettre des parcours professionnels plus ouverts, plus choisis, et plus enrichissant pour les seniors salariés en fin de carrière, dans le public comme dans le privé.

## CET Intérim
Le compte épargne-temps intérim (CET intérim) est un dispositif d’épargne proposé par la majorité des agences d’intérim. Il permet aux salariés intérimaires de placer une partie de leurs indemnité de fin de mission (IFM) ainsi que de leurs indemnité compensatrice de congés payés (ICCP), plutôt que de percevoir ces sommes immédiatement à la fin de chaque contrat. Les fonds ainsi épargnés sont sécurisés, disponibles à tout moment, et génèrent des intérêts, ce qui en fait une solution souple, rentable et accessible, notamment pour les travailleurs en missions courtes et successives.

### Fonctionnement
À la fin d’une mission, un salarié intérimaire perçoit habituellement deux types d’indemnités : 
- l’indemnité de fin de mission (IFM), correspondant généralement à 10 % de la rémunération brute perçue (CET 390)
- l’indemnité compensatrice de congés payés (ICCP), représentant également environ 10 % de cette rémunération (CET 399).

### Rémunération de l’épargne
Un avantage notable du CET intérim réside dans la rémunération des sommes épargnées. Contrairement à un simple dépôt sur un compte bancaire classique, l’épargne placée sur un CET génère des intérêts, qui peuvent varier entre 5 % et 10 % brut par an, selon l’agence et la période. Ce taux est généralement supérieur à celui d’un livret A. Les intérêts sont versés annuellement, le plus souvent en fin d’année civile, permettant ainsi une croissance régulière de l’épargne sans intervention de la part du titulaire.
Les sommes épargnées sur un compte épargne-temps intérim restent disponibles à tout moment. Le salarié peut effectuer un retrait total ou partiel sans justification, en effectuant simplement une demande via son espace personnel ou en contactant son agence d’intérim. Aucuns frais ni pénalité ne sont généralement appliqués lors des retraits.